# Polyrhachis gestroi
Polyrhachis gestroi é uma espécie de formiga do gênero Polyrhachis, pertencente à subfamília Formicinae.